# Soyulan
Soyulan è un comune dell'Azerbaigian situato nel distretto di Tərtər. Conta una popolazione di 431 abitanti.